# Buena Vista (condado de Santa Clara)
Buena Vista fue un lugar designado por el censo ubicado en el condado de Santa Clara en el estado estadounidense de California. En el año 2000 tenía una población de 1,704 habitantes y una densidad poblacional de 6,579.2 personas por km². Ahora forma parte de la ciudad de San José.

## Geografía
Buena Vista se encuentra ubicado en las coordenadas 37°19′N 121°54′O / 37.317, -121.900. Según la Oficina del Censo, la ciudad tiene un área total de 0,3 km² (0,1 mi²), de la cual 0,3 km² (0,1 mi²) es tierra y 0 km² (0 mi²) (0%) es agua.

## Demografía
Según la Oficina del Censo en 2000 los ingresos medios por hogar en la localidad eran de $30,449, y los ingresos medios por familia eran $27,727. Los hombres tenían unos ingresos medios de $18,393 frente a los $21,940 para las mujeres. La renta per cápita para la localidad era de $11,134. Alrededor del 26.7% de la población estaban por debajo del umbral de pobreza.